# Братья Руссо
Э́нтони Дж. Руссо́ (англ. Anthony J. Russo; род. 3 февраля 1970) и Джо́зеф Ви́нсент Руссо́ (англ. Joseph Vincent Russo; род. 8 июля 1971) — американские режиссёры кино и телевидения. Братья снимают большинство своих работ в основном вместе, также иногда в качестве продюсеров, сценаристов, актёров и монтажёров. Они выиграли «Эмми» за свою работу над комедийным сериалом «Замедленное развитие».

## Биография
Энтони и Джо Руссо выросли в Кливленде (штат Огайо) и поступили в Бенедиктинскую среднюю школу. Они были выпускниками Кейсовского университета Западного резервного района, когда начали снимать свой первый полнометражный фильм «Pieces». Братья профинансировали его с помощью кредитных карточек. После просмотра их фильма на кинофестивале Стивен Содерберг предложил дуэту спродюсировать их следующий фильм, наряду с Джорджем Клуни. Этим фильмом стала криминальная комедия «Добро пожаловать в Коллинвуд», с Уильямом Х. Мэйси, Сэмом Рокуэллом и Клуни в главных ролях.
Исполнительный продюсер телеканала FX Кевин Райлли нанял братьев, чтобы снять пилотный эпизод сериала «Lucky», так как ему понравилась их работа над «Коллинвудом». Рон Ховард был фанатом пилота, и он посодействовал в помощи нанять их на съёмки пилотного эпизода сериала канала Fox «Замедленное развитие». Братья выиграли премию «Эмми» за их работу над эпизодом.
В 2006 году Руссо вернулись в кино, сняв комедию «Он, я и его друзья» с Оуэном Уилсоном в главной роли. В мировом прокате фильм собрал $140 000 000. Братья были исполнительными продюсерами и режиссёрами первых нескольких сезонов ситкома канала NBC «Сообщество» и сериала канала ABC «Счастливый конец».
В июле 2013 года братья закончили производство фильма «Первый мститель: Другая война», супергеройского сиквела для Marvel Studios; фильм был выпущен 4 апреля 2014 года.
Руссо ссылаются на ситкомы «МЭШ», «Такси» и «Весёлая компания» как на свои источники вдохновения. Их младшая сестра, Анджела Руссо-Остот, также работает на телевидении, работая сценаристом и продюсером сериалов «V» и «Доверься мне».
В январе 2014 братья подписались на возвращение к съёмкам третьего фильма о «Первом мстителе» под названием «Первый мститель: Противостояние», подтвердив это в марте 2014 года. Фильм вышел в прокат 6 мая 2016 года.
В мае 2014 года их объявили сценаристами и режиссёрами фильма «Серый человек».
Братья Руссо сняли вышедший в 2018 году фильм «Мстители: Война бесконечности», а также сиквел «Мстители: Финал», мировая премьера которого состоялась 22 апреля 2019 года (собрав около 2,8 млрд долларов в прокате, побил десятилетний рекорд «Аватара» режиссёра Джеймса Кэмерона и стал самым кассовым фильмом в истории мирового кинематографа).
Известно, что Руссо выступили продюсерами новой фантастической экшн-комедии «Всё везде и сразу» режиссёров Дэниела Шайнерта и Дэна Квана. Фильм выйдет в российский прокат уже в начале апреля.
Братья Руссо разрабатывают шпионский сериал «Цитадель» для Amazon Prime, главные роли в котором исполнят Приянка Чопра и Ричард Мэдден. В апреле 2020 года стало известно, что они будут продюсировать киноадаптацию диснеевского мультфильма «Геркулес».

## Фильмография

### Фильмы
| Год  | Название                            | Указаны как | Указаны как    | Указаны как                        | Примечания                       |
| Год  | Название                            | Режиссёры   | Продюсеры      | Сценарист(ы)                       | Примечания                       |
| ---- | ----------------------------------- | ----------- | -------------- | ---------------------------------- | -------------------------------- |
| 1997 | Куски                               | Да          | Да             | Да                                 | В кинотеатрах США не был показан |
| 2002 | Добро пожаловать в Коллинвуд        | Да          | Нет            | Да                                 |                                  |
| 2006 | Он, я и его друзья                  | Да          | Нет            | Нет                                |                                  |
| 2007 | Крушение                            | Нет         | Исполнительные | Нет                                |                                  |
| 2014 | Первый мститель: Другая война       | Да          | Нет            | Нет                                |                                  |
| 2014 | Это, блин, рождественское чудо      | Нет         | Исполнительные | Нет                                |                                  |
| 2016 | Первый мститель: Противостояние     | Да          | Нет            | Нет                                |                                  |
| 2018 | Мстители: Война бесконечности       | Да          | Нет            | Нет                                |                                  |
| 2018 | Головокружительная погоня           | Нет         | Исполнительные | Нет                                |                                  |
| 2019 | Мстители: Финал                     | Да          | Нет            | Нет                                |                                  |
| 2019 | 21 мост                             | Нет         | Да             | Нет                                |                                  |
| 2019 | Мосул                               | Нет         | Да             | Нет                                |                                  |
| 2019 | Супер Я                             | Нет         | Исполнительные | Нет                                |                                  |
| 2020 | Тайлер Рейк: Операция по спасению   | Нет         | Да             | Сюжет (оба) / Сценарий (Джо Руссо) |                                  |
| 2020 | Реликвия                            | Нет         | Исполнительные | Нет                                |                                  |
| 2021 | По наклонной                        | Да          | Да             | Нет                                |                                  |
| 2022 | Всё везде и сразу                   | Нет         | Да             | Нет                                |                                  |
| 2022 | Серый человек                       | Да          | Да             | Джо Руссо                          |                                  |
| 2022 | Всё везде и сразу                   | Нет         | Да             | Нет                                |                                  |
| 2023 | Тайлер Рейк: Операция по спасению 2 | Нет         | Да             | Сюжет (оба) / Сценарий (Джо Руссо) |                                  |
| 2023 | Все развлечения и игры              | Нет         | Исполнительные | Нет                                |                                  |
| 2025 | Электрический штат                  | Да          | Да             | Нет                                |                                  |
| 2026 | Мстители: Судный день               | Да          | Да             | Нет                                |                                  |
| 2027 | Мстители: Секретные войны           | Да          | Да             | Нет                                |                                  |

### Телевидение
| Год             | Название                             | Режиссёр(ы) | Исполнительный(е) продюсер(ы) | Эпизод(ы) |
| --------------- | ------------------------------------ | ----------- | ----------------------------- | --- |
| 2003-2005       | Замедленное развитие                 | Да          | Нет                           | Эпизоды Оба: «Пилот» Только Энтони: «Ларёк с бананами», «Ключевые решения», «Безупречные выборы», «Весенние каникулы» Только Джо: «Как воспитать Бастера», «Мы верим в Бога», «Причал дурных решений», «Комплекс Марты», «Шок и авв», «Отсутствие Китти», «Рука Богу», «Маменькин сынок XXX», «Телячье мясо» |
| 2004-2005       | Аэропорт Лос-Анджелеса               | Да          | Да                            | 13 эпизодов |
| 2006            | Что насчёт Брайана                   | Да          | Да                            | 25 эпизодов |
| 2007-2008       | Автолюбители                         | Да          | Да                            | Эпизоды Оба: «Pilot» Только Энтони: «The Code», «The Recital» Только Джо: «Laird of the Rings», «What Would You Do?», «Down for the Count», «The Seminar», «A Divorce to Remember», «The Handsomest Man», «Lost in America» Все эпизоды |
| 2009-2012, 2014 | Сообщество                           | Да          | Да                            | Эпизоды Оба: «Пилот» Только Энтони: «Введение в фильм», «Социальная психология», «Домоводство», «Политика человеческой сексуальности», «Физическое образование», «Введение в гончарство», «Психология смирения», «Фундаментальное ракетостроение», «Исследование популяции жителей Азии», «Закон об опеке и восточно-европейская дипломатия», «Биология 101», «Конкурентная экология», «Настольный футбол и ночная бдительность» Только Джо: «Испанский 101», «Расширенное уголовное право», «Футбол, феминизм и ты», «Дебаты 109», «Журналистское расследование», «Романтический экспрессионизм», «Треугольник Паскаля повторяется», Антропология 101, Бухгалтерский счёт для юристов, «Совместная каллиграфия», «Продвинутые „Подземелья и драконы“», «Продвинутое документальное кино», «Конкурентная дегустация вин», «Пригоршня пейнтбольных шариков», «Ещё несколько пейнтбольных шариков», «География глобального конфликта», «Продвинутое изучение геев», «Документальное кино: Реклама», «Геотермальный эскапизм», «„Подземелья и драконы для особо продвинутых“» 48 эпизодов |
| 2010            | Укрощение Уайлда                     | Да          | Да                            | «Пилот» |
| 2011-2012       | Счастливый конец                     | Да          | Да                            | Эпизоды Оба: «Пилот» Только Энтони: «Босиком», «Блэкс, змея, дом», «Тайны и лимузины» Только Джо: «Борьба Бо», «Положительный сэндвич», «Расправа Макса в день Святого Валентина» 21 эпизод |
| 2011-2012       | Всю ночь напролёт                    | Да          | Нет                           | Эпизоды Только Джо: «Клёвые соседи», «Working Late and Working It», «День после дня Святого Валентина» |
| 2012            | Ветеринарная клиника                 | Да          | Да                            | Эпизоды Оба: «Пилот» Только Энтони: «Чисто пахнущий пират» Только Джо: «Ральфи» 9 эпизодов |
| 2015            | Агент Картер                         | Джо Руссо   | Нет                           | Эпизод: «Мост и тоннель» (указан как Джозеф В. Руссо) |
| 2019            | Смертельный класс                    | Нет         | Да                            | |
| 2019            | Опасный комедийный мир Ларри Чарльза | Нет         | Да                            | 4 эпизода |
| 2022            | Извне                                | Нет         | Да                            | 10 эпизодов |
| 2023            | Цитадель                             | Нет         | Да                            | |

### Актёрские роли Джо Руссо
| Год  | Название                        | Роль                 | Примечания                 |
| ---- | ------------------------------- | -------------------- | -------------------------- |
| 2005 | Замедленное развитие            | Джо                  | серия «Hand to God»        |
| 2006 | Он, я и его друзья              | личный тренер        |                            |
| 2014 | Первый мститель: Другая война   | доктор Файн          |                            |
| 2016 | Первый мститель: Противостояние | доктор Тео Бруссард  |                            |
| 2018 | Мстители: Война бесконечности   | Берт                 | (удалённая сцена)          |
| 2019 | Мстители: Финал                 | горюющий мужчина     |                            |
| 2020 | Симпсоны                        | кинопродюсер (голос) | серия ''Bart the Bad Guy'' |